# Миллер, Уильям Аллен
Уильям Аллен Миллер (англ. William Allen Miller, 1817—1870) — британский химик и астроном.

## Биография
Родился в Ипсуиче, графство Саффолк, получил образование в школе Экворт и Королевском колледже Лондона. Приходился родственником учёному и филантропу Уильяму Аллену и двоюродным братом известной суфражистке Энн Найт.
После смерти Джона Фредерика Даниеля в 1845 году Миллер возглавил кафедру химии в Королевском колледже Лондона. Хотя он был в первую очередь химиком, его основной научный вклад — спектроскопия и астрохимия, новые области в своё время.
Уильям Аллен Миллер женился на Элизе Форрест из Бирмингема в 1842 году, в браке у них был сын и две дочери. Умер в 1870 году, через год после своей жены, похоронен вместе с ней на кладбище Вест Норвуд.

## Научная деятельность
Вместе со своим другом Уильямом Хаггинсом занимался изучением спектров небесных тел. Первая их работа, опубликованная в 1864 году, включала впервые полученные спектры ярких звёзд, таких как Бетельгейзе, Альдебаран, Сириус, Вега, Капелла и Арктур. Они оказались похожими на солнечный с линиями поглощения, соответствовавшим натрию, магнию, водороду, кальцию и железу. Это говорило о том, что звёзды должны быть похожи на Солнце по строению и составу.
Вторая работа была посвящена исследованию спектра туманностей. Было показано, что планетарные туманности, такие как Кошачий Глаз, Кольцо и Гантель имеют линейчатый эмиссионный спектр, что говорит о том, что они состоят из разогретых газов: были обнаружены линии, соответствующие водороду и азоту. Это исключило возможность того, что диффузные туманности, подобные рассмотренным, состоят из отдалённых звёзд. Другие же объекты, такие как шаровое скопление Геркулеса и спиральная Туманность Андромеды имели тусклые спектры, похожие на спектры звёзд, без эмиссионных линий.
В спектрах туманностей, полученных Хаггинсом и Миллером, обнаружилась зелёная линия излучения, не соответствовавшая ни одному известному элементу. В 1898 году Маргарет, жена Хаггинса, предложила термин небулий для обозначения предполагаемого нового вещества. Лишь позже было установлено, что эти линии соответствуют запрещённым переходам в атомах двукратно ионизированного кислорода.
Уильям Хаггинс и Уильям Миллер в 1866 году впервые выполнили спектроскопические наблюдения новой звезды (Новой Северной Короны 1866). Они обнаружили, что на типичный спектр звезды с линиями поглощения накладываются яркие эмиссионные линии, что говорило о том, что звезда испустила большое облако нагретого газа.

## Заслуги
Миллер был удостоен Золотой медали Королевского астрономического общества в 1867 году совместно с Уильямом Хаггинсом за спектроскопические исследования состава звезд. В 1845 году он был избран членом Лондонского королевского общества, казначеем которого являлся с 1861 по 1900 год.
Кратер Миллер на Луне назван в его честь.